# Coalbrookdale

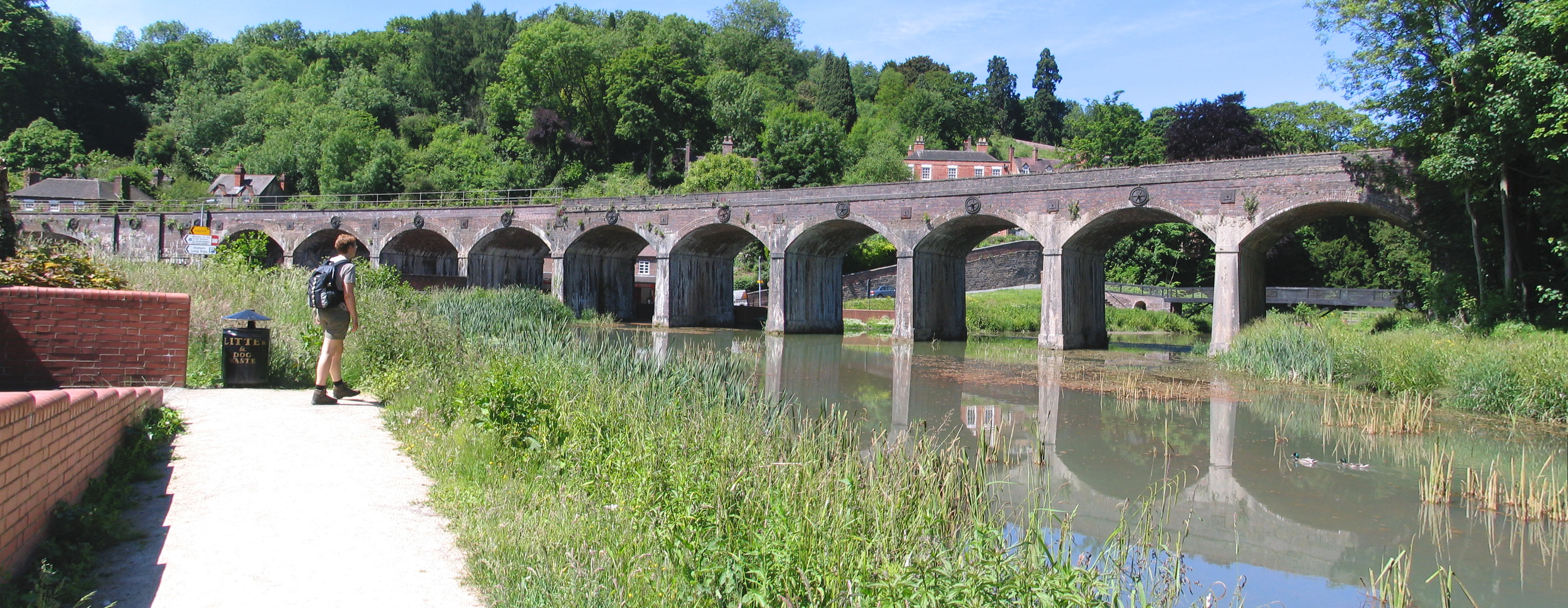
Het Golden mile viaduct loopt in een boog over een meertje, een weg en een oude ijzerfabriek (tegenwoordig een museum) heen.

Coalbrookdale is een dorp in de Ironbridge Gorge in Shropshire (Engeland).

## Mijnbouw
Hier werd aan het begin van de 18e eeuw voor het eerst ijzererts gesmolten (door Abraham Darby) met als brandstof de ter plaatse gemakkelijk gewonnen "cokeskolen". Deze kolen werden gewonnen uit driftmijnen aan de zijkanten van de vallei. Aangezien deze kolen veel minder verontreinigingen bevatten dan normale steenkool, was het geproduceerde ijzer van superieure kwaliteit. Samen met vele andere industriële ontwikkelingen die op dat moment in andere delen van Groot-Brittannië gaande waren, was deze ontdekking een belangrijke factor in de groeiende industrialisatie van Groot-Brittannië die bekend zou worden als de industriële revolutie.